# Marie Weber (Malerin)

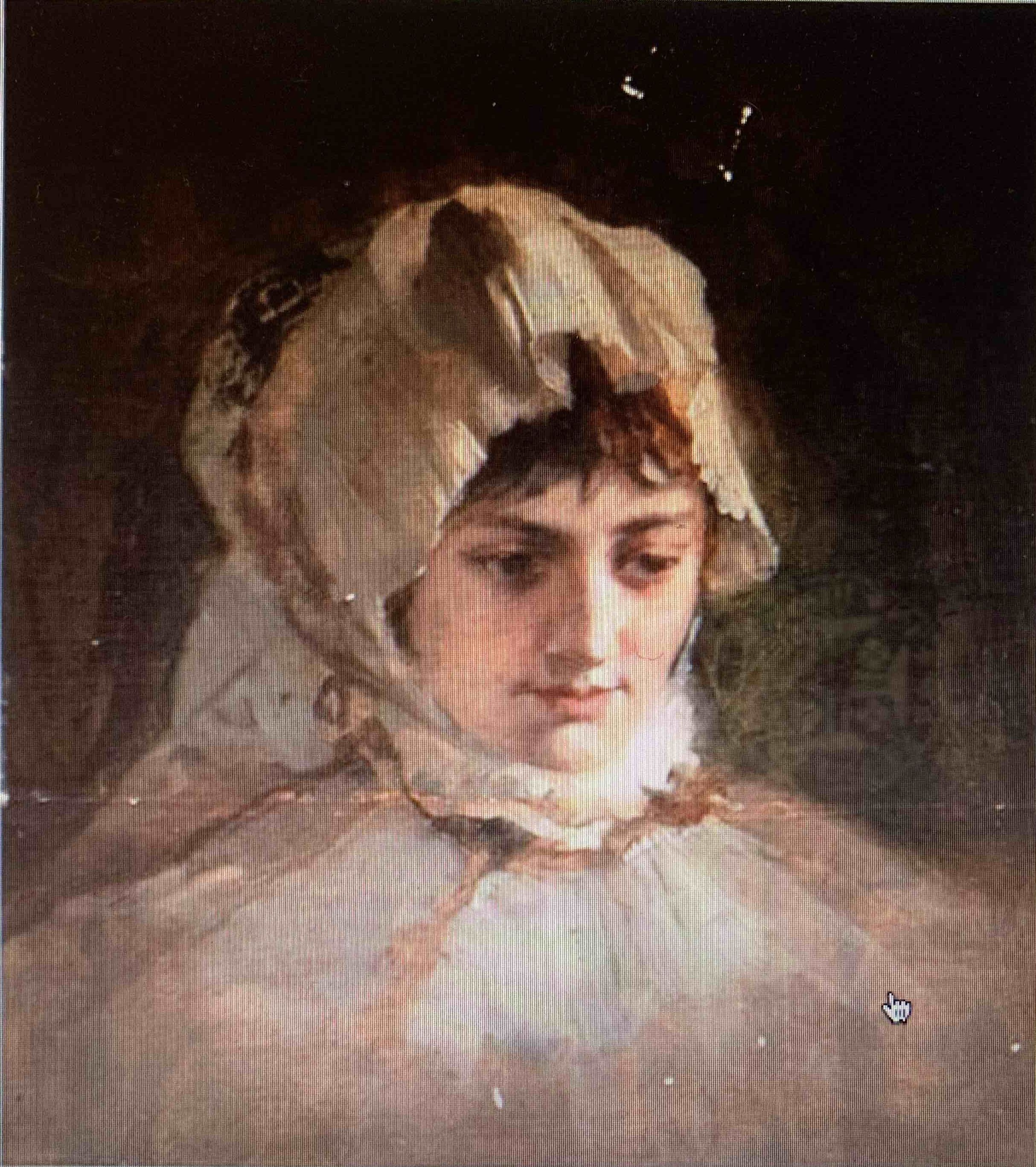
Friedrich August von Kaulbach: Porträt der jungen Malerin Marie Weber

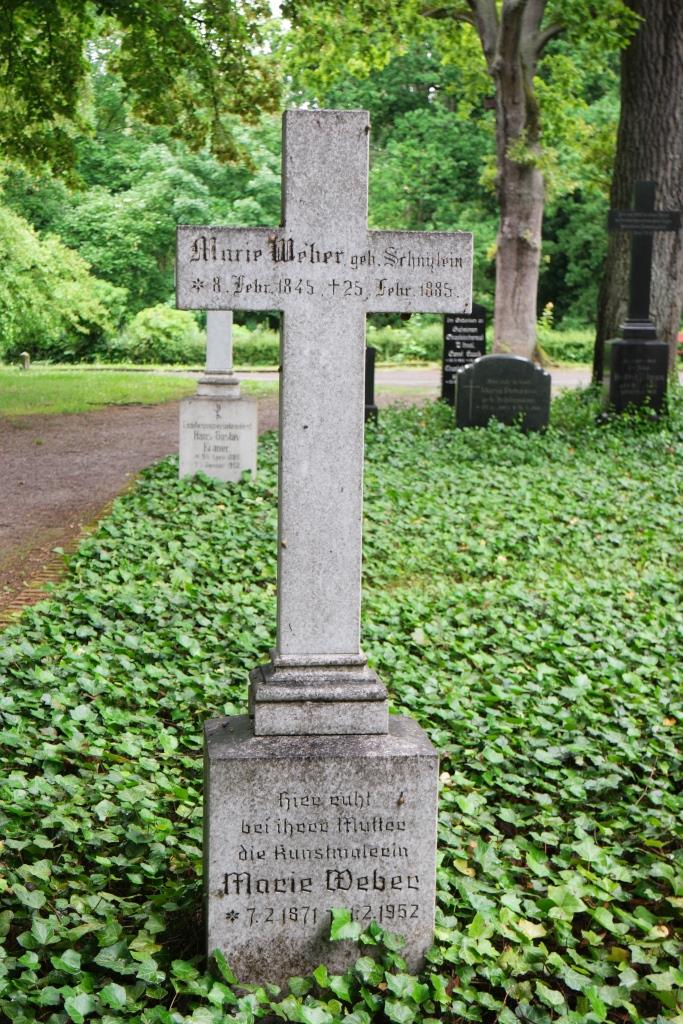
Grab von Marie Weber auf dem Alten Friedhof in Schwerin

Marie Julie Emma Victoria Weber (* 7. Februar 1871 in Eckartsberga; † 11. Februar 1952 in Schwerin) war eine deutsche Landschaftsmalerin.

## Leben
Marie Weber war eine Tochter des Eckartsbergaer Pfarrers (Max August) Otto Weber (1841–1907) und dessen Frau Marie, geb. Schnizlein (1845–1885), Tochter des Erlanger Botanikers Adalbert Schnizlein (1814–1868). Sie wuchs neben vier Geschwistern auf. Die Familie kam 1880 nach Schwerin, wo der Vater das Amt des Dompredigers übernahm. Bei der Volkszählung 1900 gab sie ihren Beruf an mit „angestellte Lehrerin einer höheren Töchterschule.“ Von 1903 bis 1906 absolvierte sie ein Studium an der Kunstschule München bei Melchior Kern und später bei Hans Licht in Berlin. Nach Studienreisen, die sie durch Deutschland, in die Schweiz und ans Mittelmeer führten, ließ sie sich in Schwerin nieder. Hier schuf sie stimmungsvolle Ansichten ihrer mecklenburgischen Heimat. 1934 wurde sie ordentliches Mitglied im Verein für mecklenburgische Geschichte und Altertumskunde.
In der Zeit des Nationalsozialismus war Marie Weber obligatorisch Mitglied der Reichskammer der bildenden Künste. Für diese Zeit ist ihre Teilnahme an  Ausstellungen im Mecklenburgischen Landesmuseum in Schwerin 1939 (fünf Werke), 1942, 1943 und 1944 (drei Werke) belegt.
Nach dem Krieg war sie auf der „Jahresschau 1945 der Kunstschaffenden aus Mecklenburg-Vorpommern“ im Landesmuseum mit vier Ölgemälden vertreten.

## Werke (Auswahl)
- Hafen in Wustrow
- Kiefern an der Ostsee
- Steilküste an der Ostsee
- Seebucht bei Penzlin
- Am Störkanal
- Schweriner Winkel
- Umgebung von Schwerin
- Bei Zippendorf
- Blick auf Schwerin von Lankow
- Die Bischofsmühle
- Rugensee (1938)

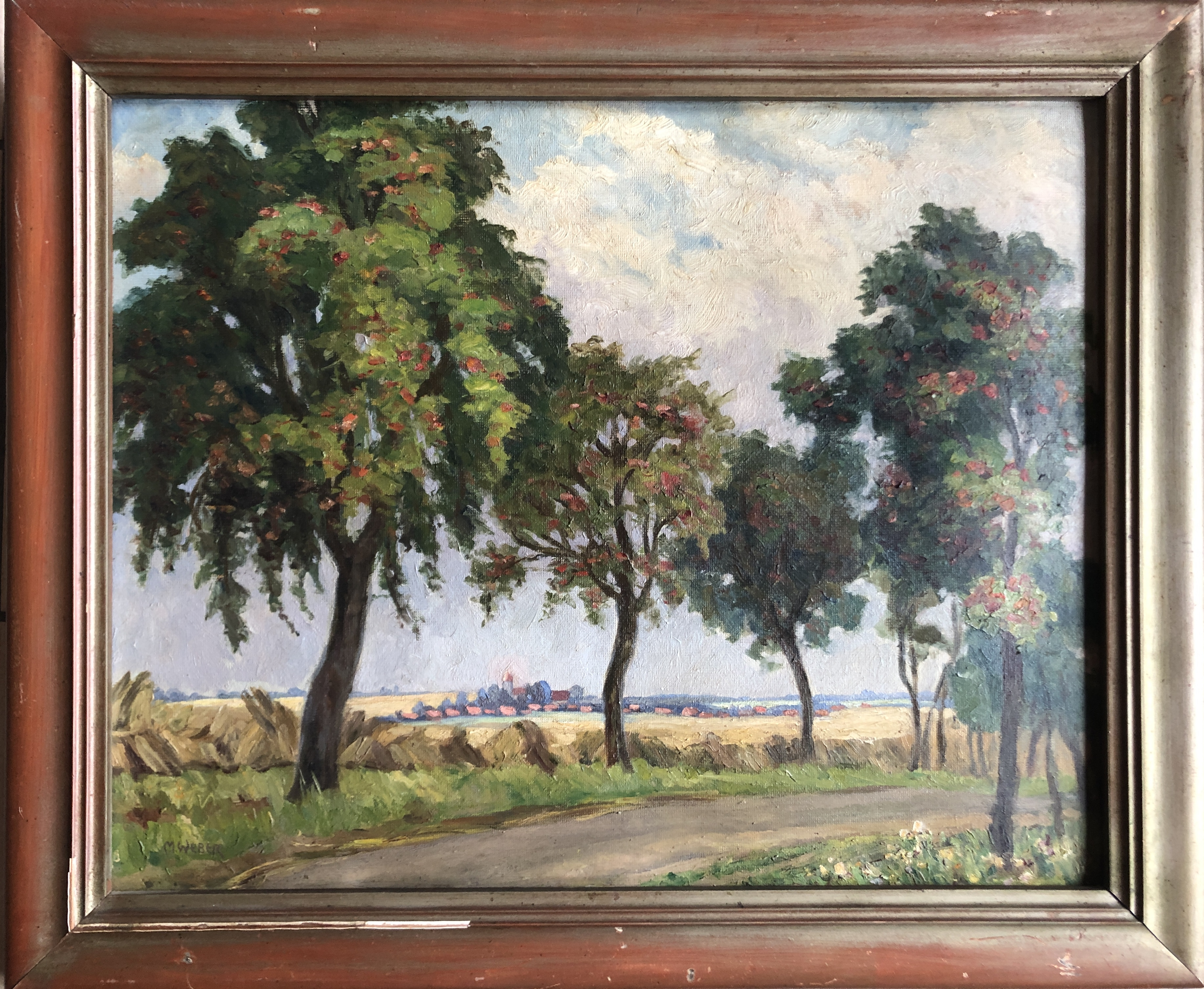
Blick auf Mestlin.

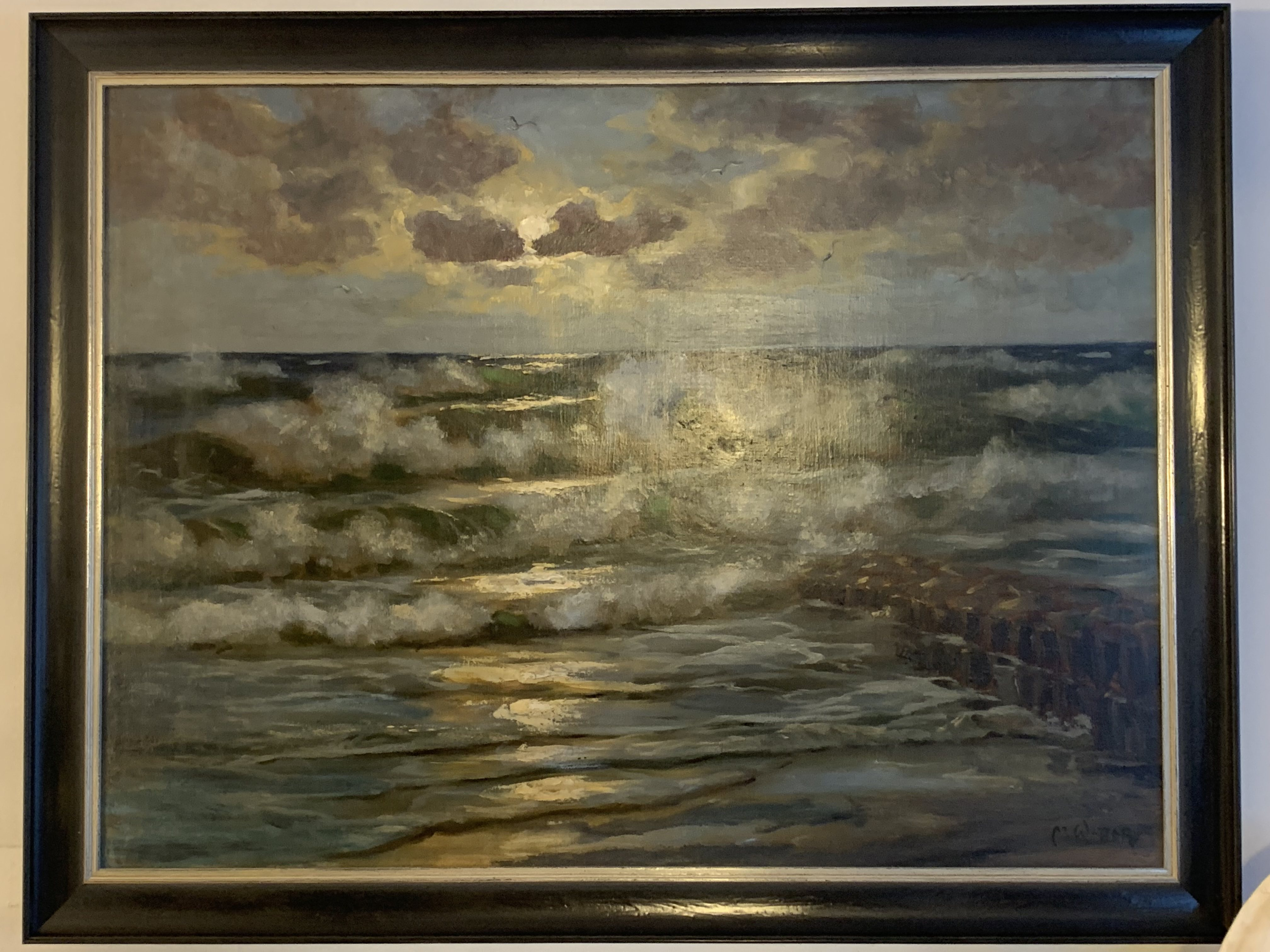
Küstenlandschaft. Privatbesitz

- Das Pfarrhaus in Ankershagen (1924)
- Bei Stargard (1935)
- Blick auf Mestlin (etwa 1930)
- Heim der Familie Uhthoff-Cabell, Roggendorf (etwa 1935)
- Roggendorf – Blick in den Frühlingsgarten (etwa 1935)
- Küstenansicht (Ölgemälde)